# Guldborgsund (općina)
Guldborgsund je općina u danskoj regiji Zeland.

## Zemljopis
Općina se nalazi na otoku Falsteru te na nekoliko manjih susjednih otoka, prositire se na 903,42 km2.

## Stanovništvo
Prema podacima o broju stanovnika iz 2010. godine općina je imala 62.912 stanovnika, dok je prosječna gustoća naseljenosti 	69,64 stan/km2. Središte općine je grad Nykøbing Falster.

### Veća naselja
| Veća naselja u općini |                  |                    |
| Br.                   | Naselje          | Stanovnika (2010.) |
| 1                     | Nykøbing Falster | 16.458             |
| 2                     | Sakskøbing       | 4.732              |
| 3                     | Sundby           | 2.873              |
| 4                     | Nørre Alslev     | 2.403              |
| 5                     | Stubbekøbing     | 2.266              |
| 6                     | Nordbyen         | 1.661              |
| 7                     | Væggerløse       | 1.379              |
| 8                     | Nysted           | 1.366              |
| 9                     | Idestrup         | 1.243              |
| 10                    | Eskilstrup       | 1.121              |

## Vanjske poveznice
- Službena stranica općine